# Associação de Voleibol Amador de Santa Lúcia
A Associação de Voleibol Amador de Santa Lúcia  (em inglesːSt. Lucia Amateur Volleyball Association) é  uma organização fundada em 1986 que governa a pratica de voleibol em Santa Lúcia,sendo membro da Federação Internacional de Voleibol, a entidade é responsável por  organizar  os campeonatos nacionais de  voleibol masculino e feminino no país.